# Емил Камиларов
Емил Камиларов е български цигулар и музикален педагог, професор. Наричан е „българския Паганини“. Той е единственият музикант в света, който два пъти е свирил с цигулката на Николо Паганини.

## Биография
Роден е през 1928 г. във влак, който пътувал за френския град Тулуза. През 1955 г. учи в Ленинградската консерватория, защитава дисертация, по-късно преподава там. От 1963 г. е професор. През 1961 г. в Генуа Камиларов печели Голямата награда в създадения през 1953 г. конкурс на името на великия гений.
В началото на 1960-те години сформира в София „Български камерен оркестър“. Със съпругата си Дина Шнайдерман (за която се оженва през 1955 г.) свирят в дует и се превръщат в абсолютни фаворити на публиката. И до днес световни радиостанции излъчват издадения някога от „Балкантон“ на винилна плоча запис на Първия концерт на Паганини със Софийската филхармония, дирижирана от Васил Стефанов.
В началото на 1980-те Камиларов и Шнайдерман напускат България, режимът ги обявява за „невъзвращенци“ и ги вкарва в „черния списък“. Споменаване на имената и излъчване на записите им е абсолютно забранено. Установяват се в Швеция, където откриват музикална школа и продължават да концертират по света. Камиларов преподава в музикалните академии в Гьотеборг и Упсала.
Едва през средата на 1990-те години семейството се завръща на българска сцена, изнася струнен концерт с полупрофесионален оркестър и води майсторски клас.
Умира в санаториум на 4 октомври 2007 г. в Упсала, Швеция, където живее от близо 30 години след продължително лечение от рак на простатата Там е погребан. По желание на Емил Камиларов кончината му е запазена в тайна. Едва на 19 ноември 2007 г. новината за смъртта му е обявена от семейството.
До последния му ден, а и след смъртта му, отношенията на Емил Камиларов с България остават неизяснени. Вероятно натрупани в продължение на много години обиди, оскърбления и недоразумения са причина за скъсаната връзка на големия музикант с родината му. Според съпругата му в началото на 1980-те години те са прехвърлени във Филхармонията – той от Музикалната академия, а тя от Концертната дирекция, като в заповедта за преместването им завършва с нареждането „без право да свирят“. В същото интервю като допълнително основание за заминаването им от България за Швеция тя изтъква желанието им да освободят сина им Стефан Камиларов (днес цигулар във Виена) от задължителната военна служба.

## Участия
- „Международния фестивал на камерната музика“, Пловдив[3][4]